# Мад Беј (Аљаска)
Мад Беј (енгл. Mud Bay) насељено је место без административног статуса у америчкој савезној држави Аљаска.

## Демографија
По попису из 2010. године број становника је 212, што је 75 (54,7%) становника више него 2000. године.
| Група             | 2000.       | 2010.       |
| Белци             | 124 (90,5%) | 196 (92,5%) |
| Афроамериканци    | 0 (0,0%)    | 0 (0,0%)    |
| Азијати           | 0 (0,0%)    | 2 (0,9%)    |
| Хиспаноамериканци | 3 (2,2%)    | 5 (2,4%)    |
| Укупно            | 137         | 212         |